# Y모의전
Y모의전( - 模擬戰)은 보이즈 러브 픽션에 나오는 인물을 직접 연기해 보는 것을 말한다. 간혹 직접 창작한 픽션으로 하는 경우도 있다.
'Y모의전'은 Y와 모의전의 합성어로, Y는 야오이(Yaoi)의 앞글자이다. 모의전은 '가상의 배경을 만들어 두고 그 곳에서 가상의 인물이 되어 생활해 보는 것'을 뜻한다. 참고로, 모의전의 본래 의미는 군사 용어로써 '실전을 본떠 치르는 전투'이다.

## 같이 보기
- 멤버놀이